# Тејлор Ландинг (Тексас)
Тејлор Ландинг (енгл. Taylor Landing) град је у америчкој савезној држави Тексас. По попису становништва из 2010. у њему је живело 228 становника.

## Демографија
Према попису становништва из 2010. у граду је живело 228 становника.
| Група             | 2000.  | 2010.       |
| Белци             | . (.%) | 211 (92,5%) |
| Афроамериканци    | . (.%) | 4 (1,8%)    |
| Азијати           | . (.%) | 2 (0,9%)    |
| Хиспаноамериканци | . (.%) | 5 (2,2%)    |
| Укупно            | .      | 228         |